# Ron Hudson
Ronald Robert „Ron“ Hudson (* 10. Oktober 1939 in Oakland; † 22. Februar 2011 in Seattle) war ein US-amerikanischer Fotograf und Autor, der vor allem durch die Fotografien vom Monterey Jazz Festival bekannt wurde, bei dem er Künstler wie Dizzy Gillespie, Miles Davis, Joe Williams, Milt Jackson und Shelly Manne ablichtete.

## Leben und Wirken
Hudson wuchs in der San Francisco Bay Area auf und ging nach seiner Graduierung zur US-Luftwaffe, wo er seinen Militärdienst als Illustrator ableistete. In dieser Zeit zog seine Familie nach Monterey, mit der er erstmals 1959 das dortige Jazzfestival besuchte. Nach seiner Entlassung aus der Armee zog er nach Monterey, um dort als Graphik-Designer zu arbeiten, zog dann nach Hawaii, wo er Art Director einer Werbeagentur war. In dieser Zeit lernte er den Fotografen Robert Knight kennen, der später durch Fotografien von Rockstars bekannt wurde. Knight unterstützte Hudson als Mentor und brachte ihm die technischen Aspekte der Fotografie bei. Darauf begann Hudson 1973, zunächst für die lokale Tageszeitung vom Monterey Jazz Festival zu berichten.
In den folgenden Jahren entstanden Fotos der dort gastierenden Jazzstars wie Count Basie, Tito Puente, Ray Brown, Stan Getz, Carmen McRae, Joshua Redman, Woody Herman, Ray Charles oder Oscar Peterson, insgesamt über 900 Fotografien in über vier Dekaden. Außerdem dokumentierte er weitere Festivals wie das Montreux und das North Sea Jazz Festival. 1986 gehörte er zu den Organisatoren des ersten Jazzfestivals in Honolulu, bei dem u. a. Dave Brubeck, Richie Cole, Herbie Hancock und Gabe Baltazar konzertierten. Daneben war er in Monterey als Amateur-Schlagzeuger aktiv.
Seine Fotografien wurden in mehrere Bücher aufgenommen, wie Monterey Jazz Festival – Forty Legendary Years, A Paradise Called Pebble Beach, A Life in the Golden Age of Jazz, einer Biographie über Buddy DeFranco und in die Biografie Take Five, The Public and Private Lives of Paul Desmond. Hudsons Fotografien dienten auch zur Covergestaltung von Alben und Postern zum dreißigsten Monterey Jazz Festival. 2007 erschien noch das Buch Right Down Front, das er mit dem Autor Rick Carroll herausbrachte. Hudson lebte zuletzt in Seattle, wo er nach langer Krankheit im Februar 2011 starb.